# The Journal of African History
The Journal of African History est une revue scientifique britannique consacrée à l'histoire de l'Afrique, fondée en 1960 par John Donnelly Fage et Roland Oliver à l'Université de Cambridge, avec le soutien financier de la Fondation Rockefeller. 

## Histoire
Le lancement du Journal of African History en 1960 – année par excellence des indépendances africaines – s'inscrit dans une évolution significative de l'historiographie africaine vers sa constitution en champ académique autonome. En 1962 l'historien Henri Moniot introduit son article « Pour une histoire de l'Afrique noire » en constatant d'abord que « L'histoire de l'Afrique existe à peine ». Au terme de son étude, il relève cependant quelques « signes de ce qui pourrait être, bientôt, un élan véritable » et mentionne parmi ces indices encourageants la création récente du Journal of African History. 
Déjà, dans le numéro inaugural de 1960, un article de Jan Vansina, « Recording the oral history of the Bakuba », ouvrait la voie à une prise en compte de la tradition orale. 
Au début la plupart des auteurs qui contribuent à la revue – ou dont les travaux font l'objet de notes de lecture – sont des Britanniques ou des Américains, ainsi que quelques Français. En revanche la première contribution due à un auteur africain ne sera publiée que deux ans après le lancement du périodique.

## Périodicité
La périodicité de la revue a varié au cours du temps : deux éditions annuelles en 1960-1961 ; trois entre en 1962-1967 : quatre entre 1968-1982 ; puis à nouveau trois parutions par an depuis 1982 – en mars, juillet et novembre.

## Accessibilité
Les articles ont été indexés dans plusieurs volumes : The Journal of African History. Cumulative index, volumes 1-20 (1960-1979) ; The Journal of African History. Cumulative index, volumes 21-30 (1980-1989) ; The Journal of African History. Cumulative index, volumes 31-40 (1990-1999).
Les archives de 1960 à 1996 – soit les quelque 5 800 articles des 132 premiers numéros – ont été entièrement numérisées. Leur accès est payant.